# Confit byaldi
Confit byaldi é uma variação do tradicional prato francês ratatouille do chefe francês Michel Guérard.

## História
O nome é uma brincadeira com o prato turco "İmam bayıldı", que é uma berinjela recheada.
A receita original de ratatouille têm os vegetais fritos antes de assar. Desde pelo menos 1976, alguns chefes franceses prepararam os vegetais de ratatouille em fatias finas em vez do tradicional corte raso. Michel Guérard, em seu livro cuisine minceur (1976), recriava versões mais leves dos pratos tradicionais da Nouvelle cuisine. Sua receita, Confit bayaldi, diferia do ratatouille por não fritar os vegetais, remover pimentas e acrescentar cogumelos.
O chef celebridade americano Thomas Keller escreveu pela primeira vez sobre um prato que ele chamou de "byaldi" em seu livro de receitas de 1999, The French Laundry Cookbook. A variação de Keller em Guérard acrescentou dois molhos: um molho de tomate e pimentão no fundo (piperrada) e um vinagrete no topo. Ele serviu como consultor de alimentos para o filme Ratatouille da Pixar, permitindo que seu produtor, Brad Lewis, fosse estagiário por dois dias na cozinha de seu restaurante, The French Laundry. Lewis perguntou a Keller como ele iria cozinhar ratatouille se o mais famoso crítico de alimentos do mundo fosse visitar seu restaurante. Keller decidiu que ele faria o ratatouille na forma confit byaldi e serviria em um estilo de sanfona de vegetais.

## Preparação e servindo

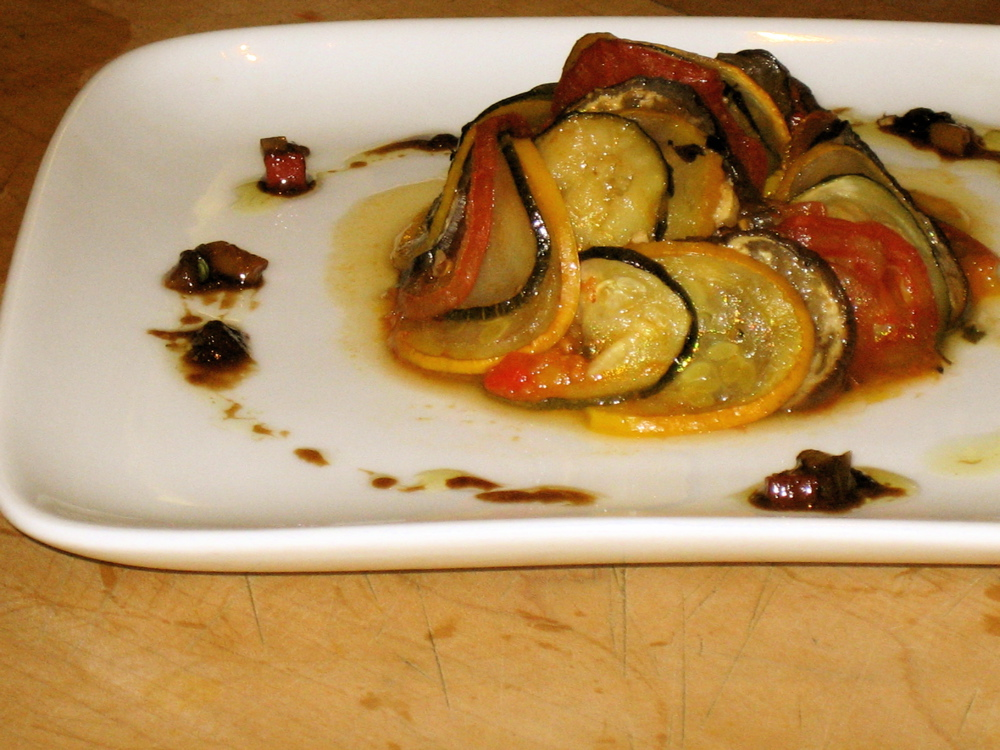
Confit byaldi servido

Pela receita de Thomas Keller, uma Piperrada é feita de descascadas, picadas, e reduzidos pimentas, cebolas amarelas, tomates, alho e ervas. A piperrada é espalhada em uma assadeira, depois coberta com fatias finas e de tamanho uniforme de abobrinha, abobrinha japonesa, berinjela japonesa e tomate roma, coberto com papel manteiga, depois cozido lentamente por várias horas a vapor. O papel é removido para que os vegetais possam assar, adquirindo sabor adicional através da caramelização. Para servir, a piperrada é formada em um pequeno monte, e as rodelas em um padrão para cobrir a base da piperrada. Um vinagrete balsâmico é jogado no prato, que pode ser enfeitado.
Apesar da delicada preparação e apresentação, o confit biyaldi, como a maioria das ratatouilles, melhora durante uma noite na geladeira.